# Трын (община)
Трын (болг. Община Трън) — община в Болгарии. Входит в состав Перникской области. Население составляет 4743 человека (на 21.07.05 г.).
Административный центр общины в городе Трын. Кмет общины Трын — Станислав Антонов Николов (Граждане за европейское развитие Болгарии (ГЕРБ)) по результатам выборов 2007 года в правление общины.

## Состав общины

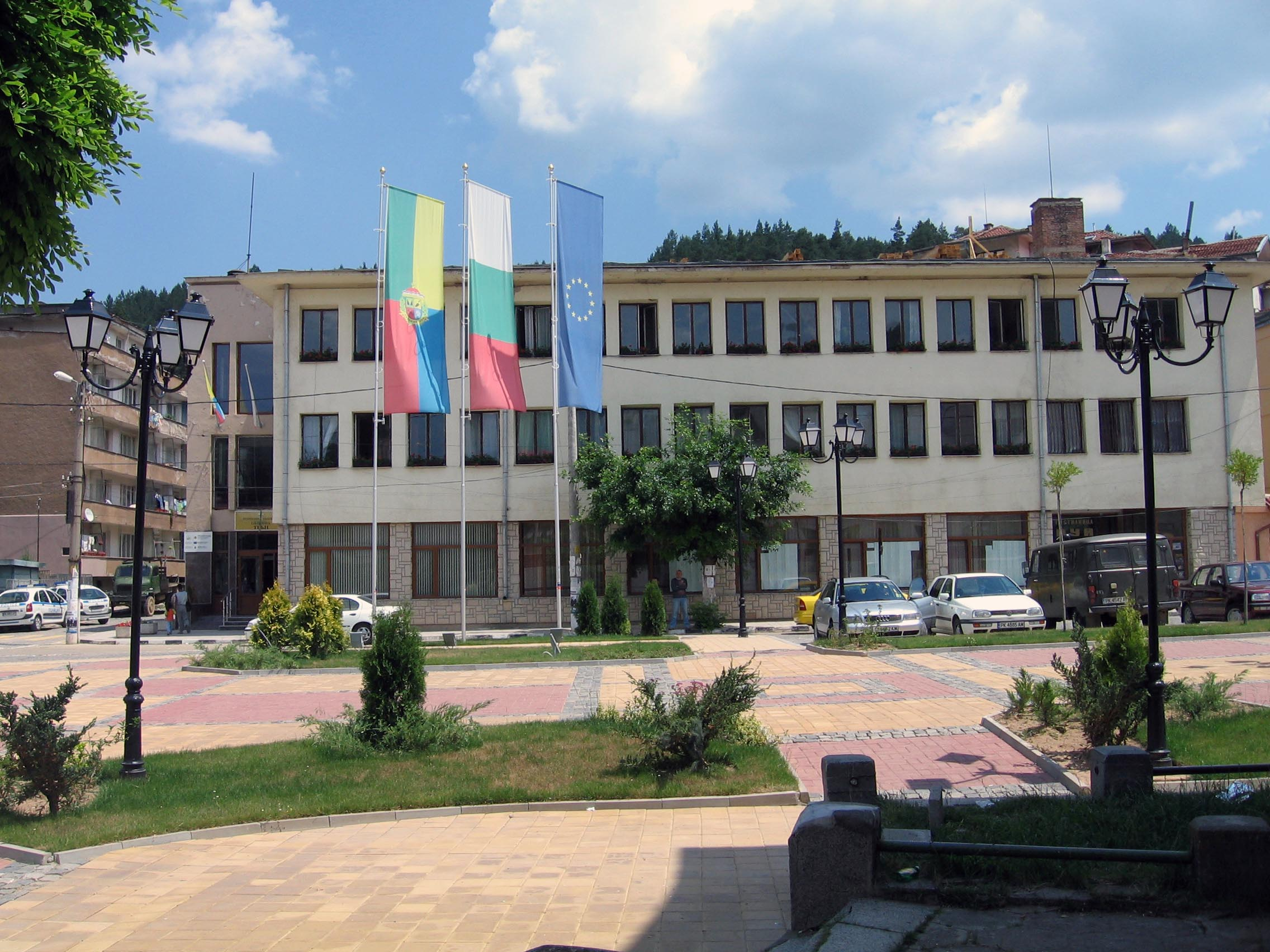
Здание администрации общины

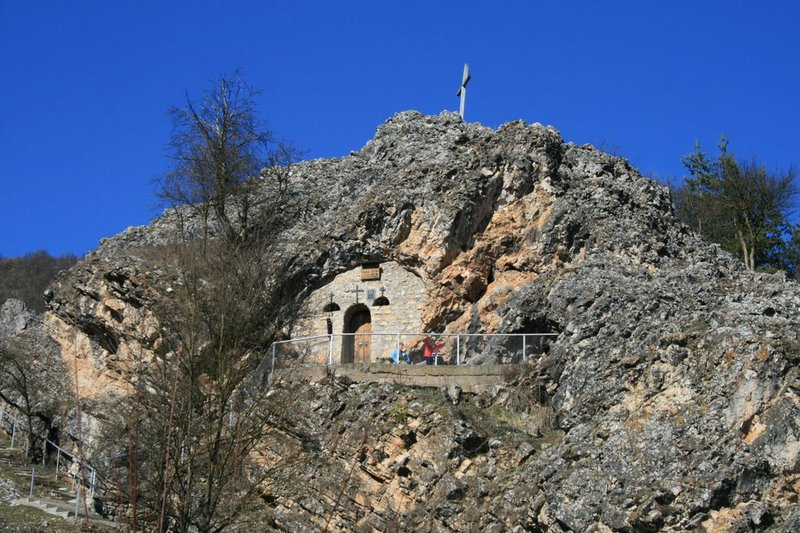
Часовня Света Петка в скале

В состав общины входят следующие населённые пункты:
1. Банкя
2. Бераинци
3. Богойна
4. Бохова
5. Бусинци
6. Бутроинци
7. Велиново
8. Видрар
9. Врабча
10. Вукан
11. Главановци
12. Глоговица
13. Горна-Мелна
14. Горочевци
15. Джинчовци
16. Докёвци
17. Долна-Мелна
18. Дылга-Лука
19. Ездимирци
20. Еловица
21. Ерул
22. Забел
23. Зелениград
24. Кожинци
25. Костуринци
26. Кышле
27. Лева-Река
28. Лешниковци
29. Ломница
30. Лялинци
31. Милкёвци
32. Милославци
33. Мракетинци
34. Мрамор
35. Насалевци
36. Неделково
37. Парамун
38. Пенкёвци
39. Проданча
40. Радово
41. Рани-Луг
42. Реяновци
43. Слишовци
44. Стайчовци
45. Стрезимировци
46. Студен-Извор
47. Трын
48. Туроковци
49. Филиповци
50. Цегриловци
51. Шипковица
52. Ярловци